# Candelario
Candelario település Spanyolországban, Salamanca tartományban. A hegyi falu népművészeti hagyományairól ismert. Lakosainak száma 843 fő (2024).

## Fekvése
Közúton Béjarból közelíthető meg.
Candelario Puerto de Béjar, Cantagallo, Béjar, Navacarros, Solana de Ávila, Tornavacas, Jerte, Hervás és La Garganta községekkel határos.

## Népesség
A település népessége az elmúlt években az alábbi módon változott:
| Lakosok száma | 1072 | 1023 | 1018 | 981  | 1005 | 970  | 934  | 879  | 871  | 843  |
|               | 2001 | 2004 | 2007 | 2009 | 2012 | 2014 | 2017 | 2019 | 2022 | 2024 |

## Nevezetességei

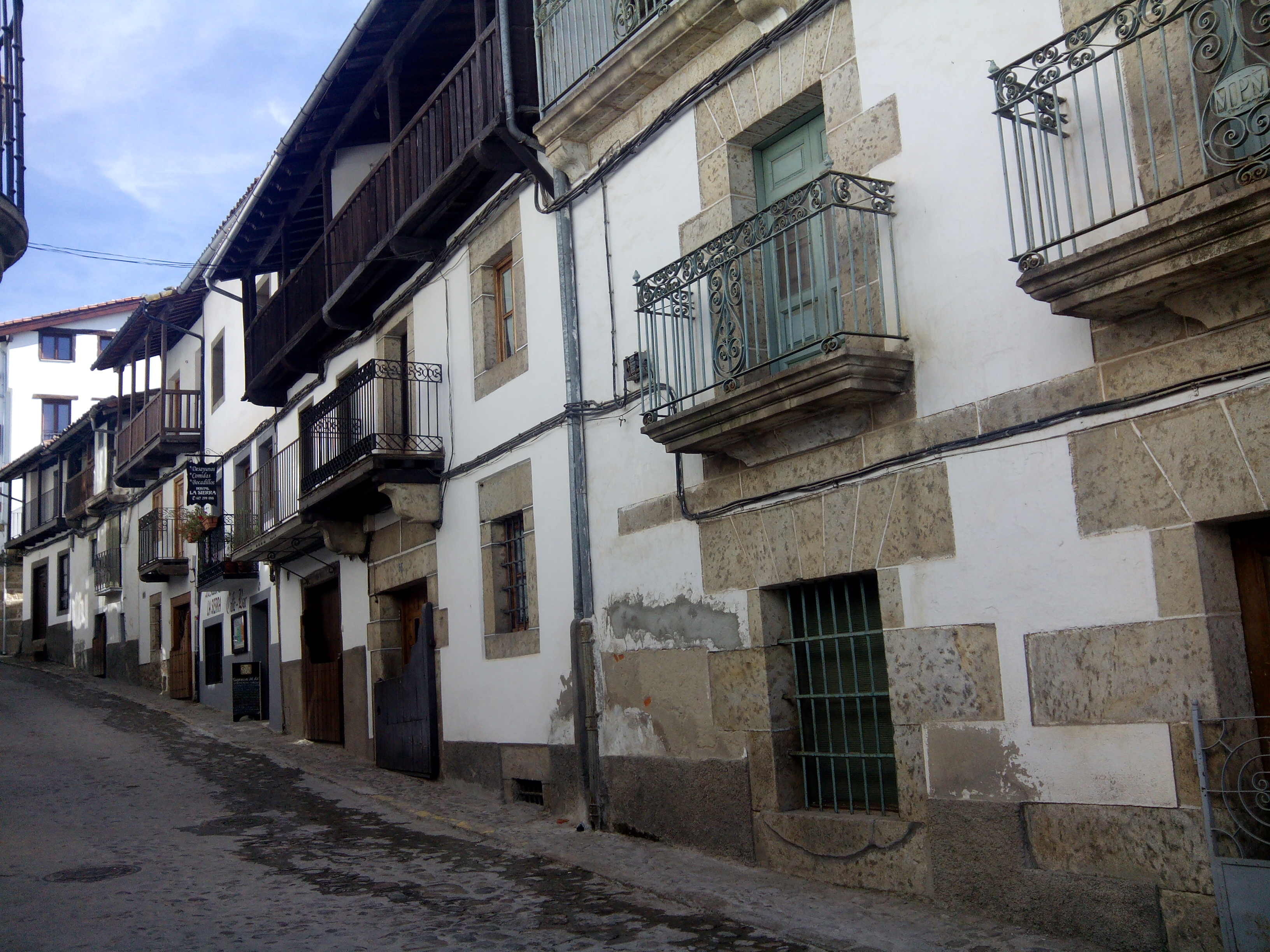
A hagyományos építészet példái

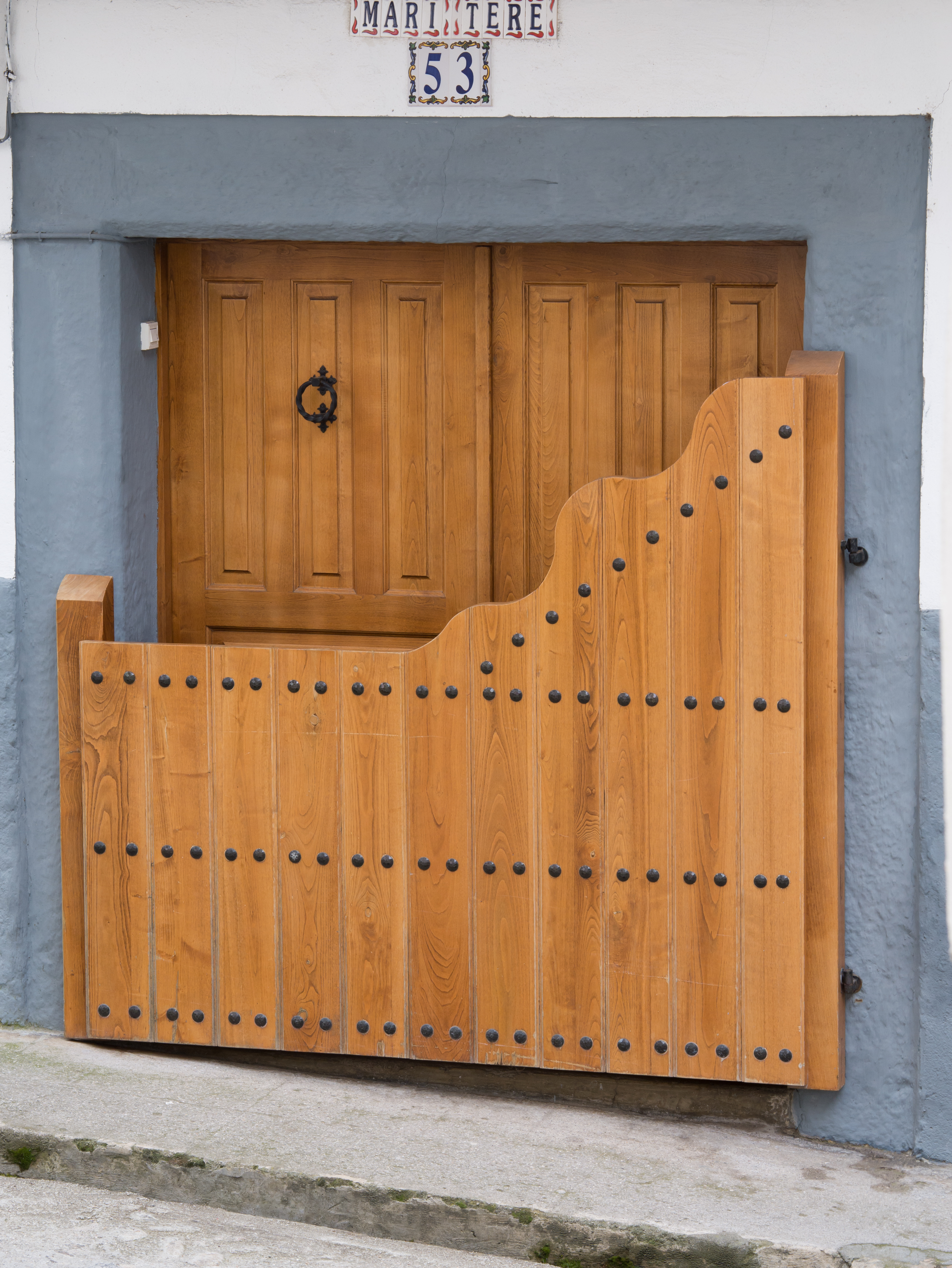
Az ú.n. batipuerta egy ház bejáratánál